# 戦傷

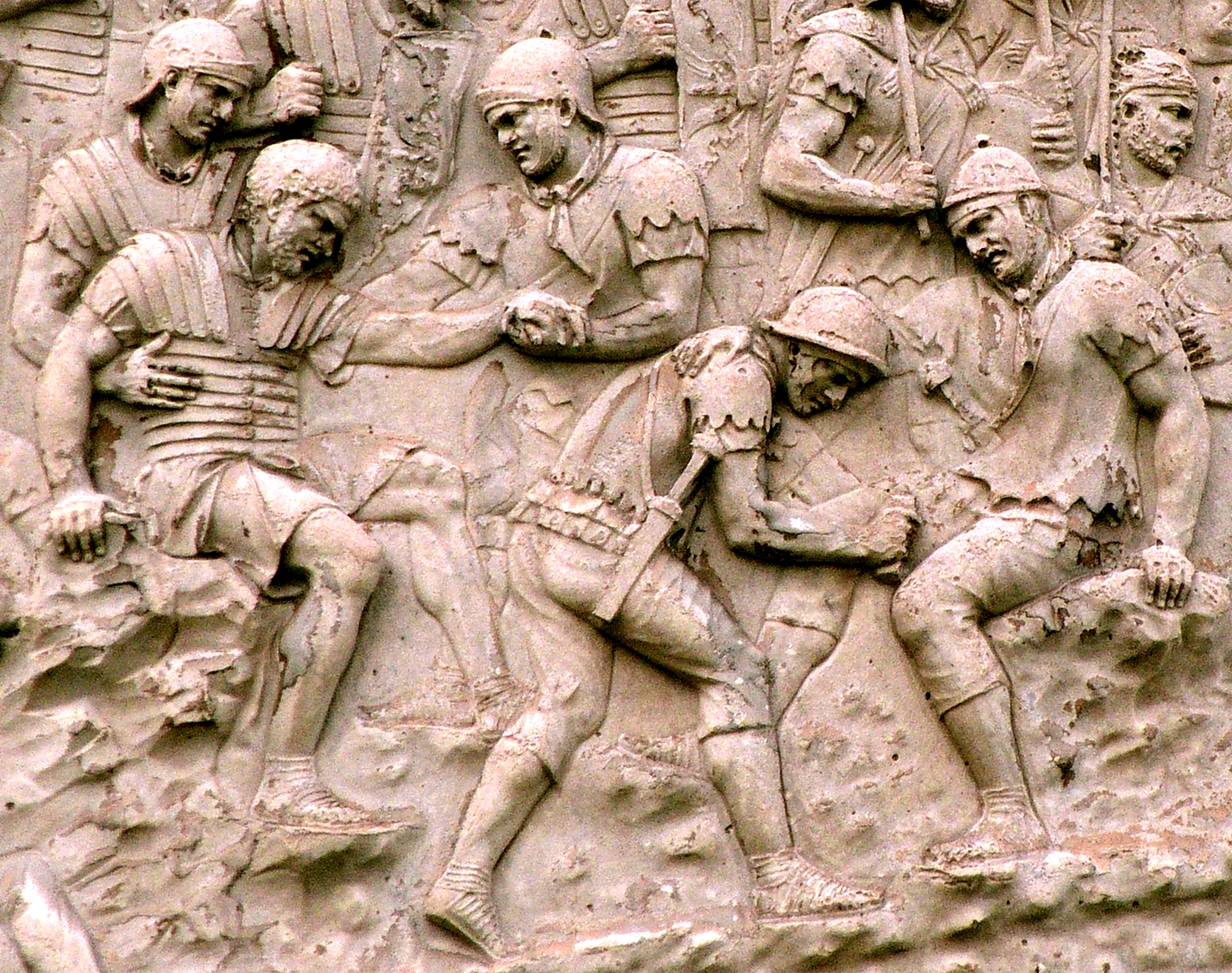
トラヤヌスの記念柱にある負傷兵士を治療するローマ軍の衛生兵達（Capsarii）

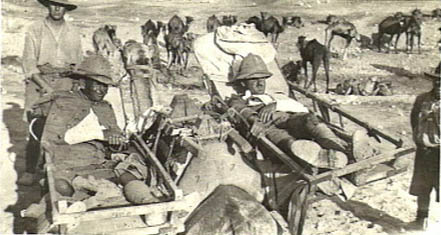
ラクダに取り付けられた二人を運べる鞍cacoletに乗せられた戦傷兵

戦傷（せんしょう、英語: Wounded in action, 略してWIA）とは、戦闘員が戦時に戦闘地域で戦闘中に負傷したが、死亡はしていない状態を指す。一般的には、一時的あるいは永続的に武装して戦闘を続けることが不可能になったことをも示している。
アメリカ軍においては、戦闘中に負傷する(WIA)と結果的にパープルハート章を授与されるのがふつうである。このメダルはアメリカ政府によって軍人及び文民に公式に授与される最高の栄誉のひとつだが、このメダルの目的はそもそも戦闘によって殺害されたり、再起不能なまでの重傷を含めた戦傷を負った者を顕彰することだからである。

## NATOの定義

### 戦傷(WIA)
戦闘による死傷者(casualty)のうち戦死(killed in action, KIA)を含まず、外部の人物あるいは要因により負傷した者を指す。WIAという言葉は戦闘中に被った全ての外傷その他の損傷を含み、体を貫通したり穴があくなどの身体への侵入を伴うけがであろうとも、打撲傷のようなそれにあてはまらないものであろうともこれに含まれる。つまり、骨折、熱傷、爆発による脳震盪、生物兵器及び化学兵器による全ての被害、イオン化放射線への暴露による被害、その他の破壊兵器及び人物による被害は何でもこれに該当する。

### 戦傷による死亡
戦傷による死亡(died of wounds received in action)とは、戦闘中に被った外傷その他の負傷により、医療設備で手当を受けたのちに死亡した戦闘死傷者のことを指す。アメリカ軍においてはDOWという頭字語で表されるが、NATOではDWRIAという語で表される。